# Nancy
Nancy (wymowaⓘ, nɑ̃si; niem. Nanzig) – miasto we wschodniej Francji, nad rzeką Meurthe (dopływ Mozeli) i Kanałem Marna-Ren, ośrodek administracyjny regionu Lotaryngia (do 2015) i departamentu Meurthe i Mozela; 104 600 mieszkańców (2004), zespół miejski 331 363 (1999).
Znajdują tu się obiekty związane z królem Polski Stanisławem Leszczyńskim, w tym dawne miejsce jego spoczynku oraz Plac Stanisława, wpisany na listę światowego dziedzictwa UNESCO.

## Historia

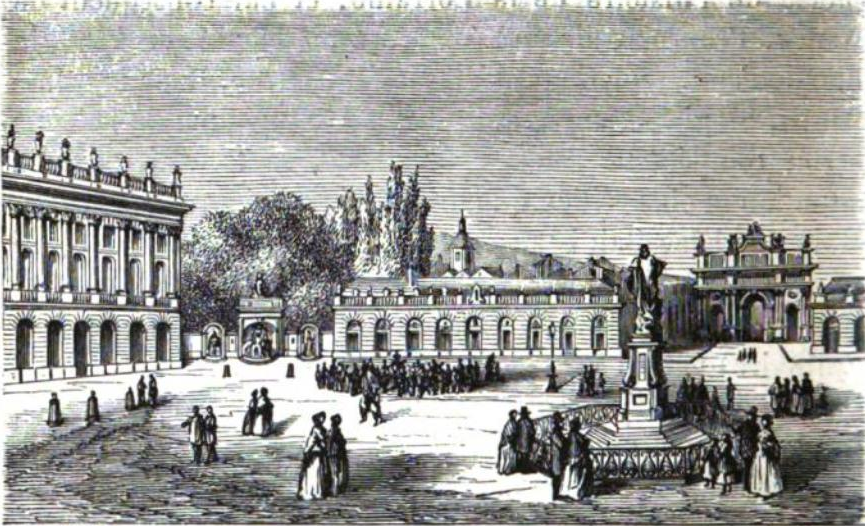
Plac Stanisława w XIX w.

Miasto zostało założone w XI w. przez księcia lotaryńskiego Gerarda. W 1477 miała tu miejsce bitwa lotaryńsko-burgundzka. Na pocz. XVI w. wzniesiono tu pałac książęcy. Nancy było stolicą Księstwa Lotaryngii. W latach 1737–1766 ostatnim księciem Lotaryngii był król Polski Stanisław Leszczyński, który po wygnaniu z kraju osiadł razem ze swoją żoną Katarzyną Opalińską na stałe w Nancy. Za jego sprawą powstały m.in. barokowy Kościół Notre-Dame de Bon Secours i Plac Stanisława, na którym w 1831 w uznaniu jego zasług odsłonięto jego pomnik. W 1750 król rozpoczął gromadzenie zbiorów bibliotecznych, zapoczątkowując historię biblioteki miejskiej w Nancy. Od 1766 Nancy stanowiło bezpośrednio część Francji, a w latach 1790–1871 było stolicą departamentu Meurthe. Od 1833 w Nancy mieszkał powstaniec listopadowy Marcin Rojewski, pracując tu jako nauczyciel Szkoły Polskiej i prowadząc działalność charytatywną. W połowie XIX w. otwarto stację kolejową Gare de Nancy-Ville.
W 1988 miasto odwiedził papież Jan Paweł II.
5 kwietnia 2025 zainaugurowano w mieście funkcjonowanie komunikacji trolejbusowej. Trolejbusy zastąpiły działający tu do marca 2023 system komunikacja TVR (Transport sur Voie Réservée – rodzaj trolejbusu z prowadzeniem pojedynczą szyną w jezdni, jednak z możliwością jazdy w tradycyjny sposób, z kierowcą). Otwarta linia T1, obsługiwana przez dwuprzegubowe i wyposażone w akumulatory pojazdy firmy Hess, ma długość 9780 m i 25 przystanków.

## Zabytki
- Plac Stanisława – barokowy plac z lat 1752–1755 z pomnikiem króla Polski z 1831. Obiekt wpisany jest na listę światowego dziedzictwa UNESCO
- Kościół Notre-Dame de Bonsecours – kościół barokowy wzniesiony w latach 1737–1741[4], ozdobiony herbem I Rzeczypospolitej, miejsce spoczynku królowej Polski Katarzyny Opalińskiej, a w przeszłości także króla Stanisława Leszczyńskiego
- Pałac Książąt Lotaryngii(inne języki) – pałac renesansowy wybudowany w latach 1502–1512, obecnie siedziba Musée Lorrain
- kościół św. Sebastiana(inne języki)
- muzeum sztuk pięknych, założone w 1793
- katedra Notre-Dame-de-l’Annonciation z XVIII w.
- Synagoga z 1788

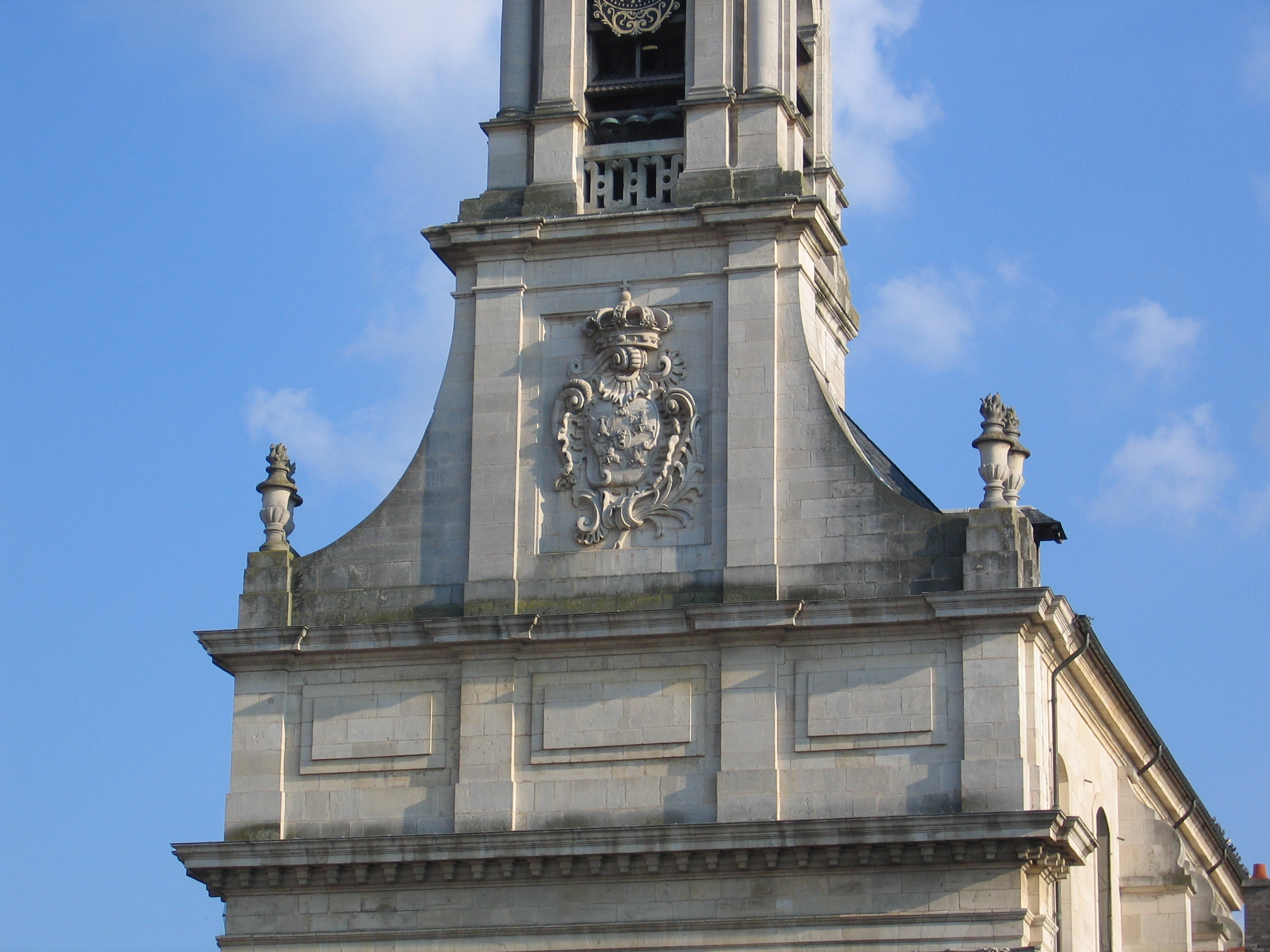
Herb Rzeczypospolitej na fasadzie kościoła Notre-Dame de Bon Secours
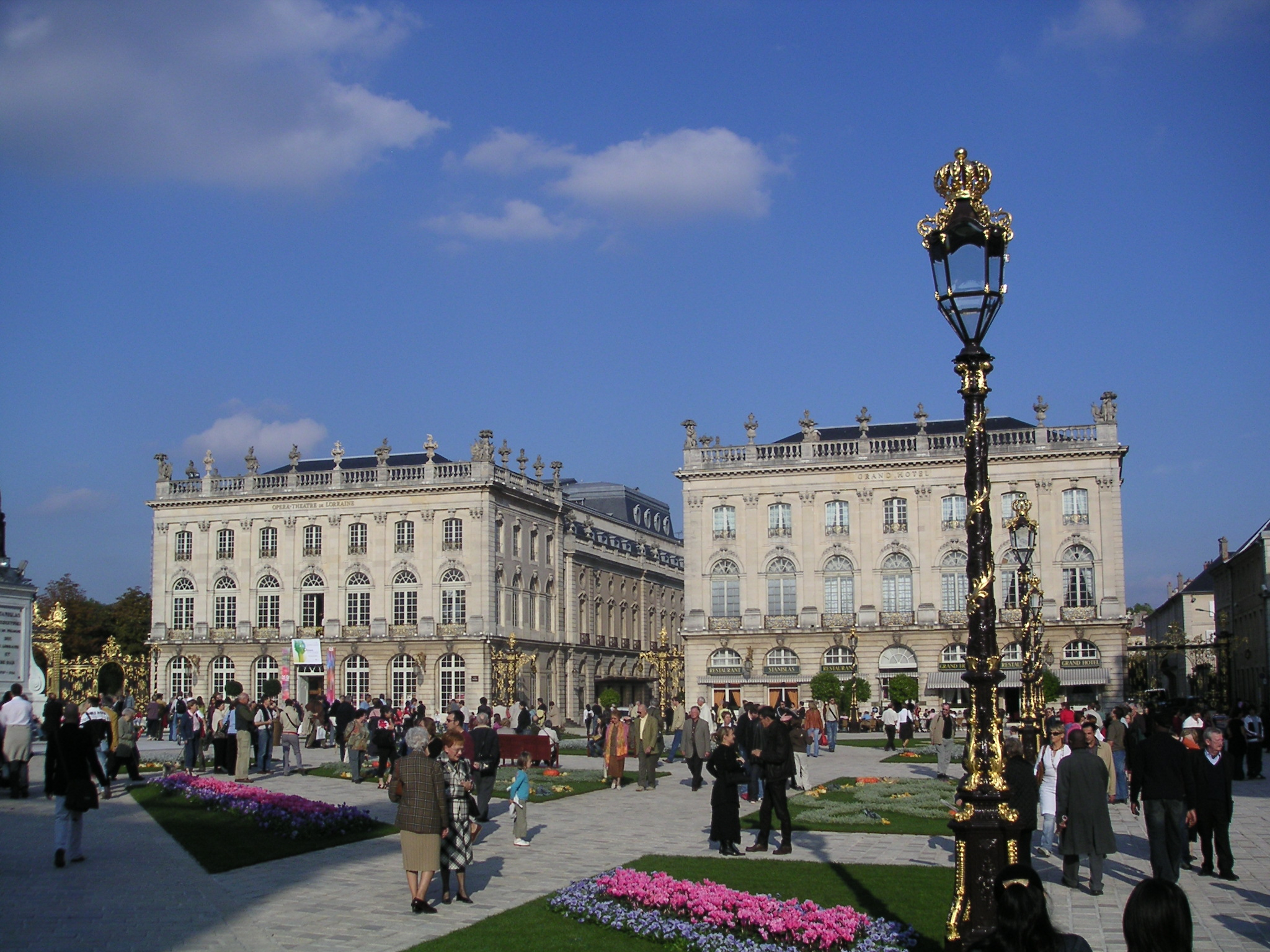
Plac Stanisława
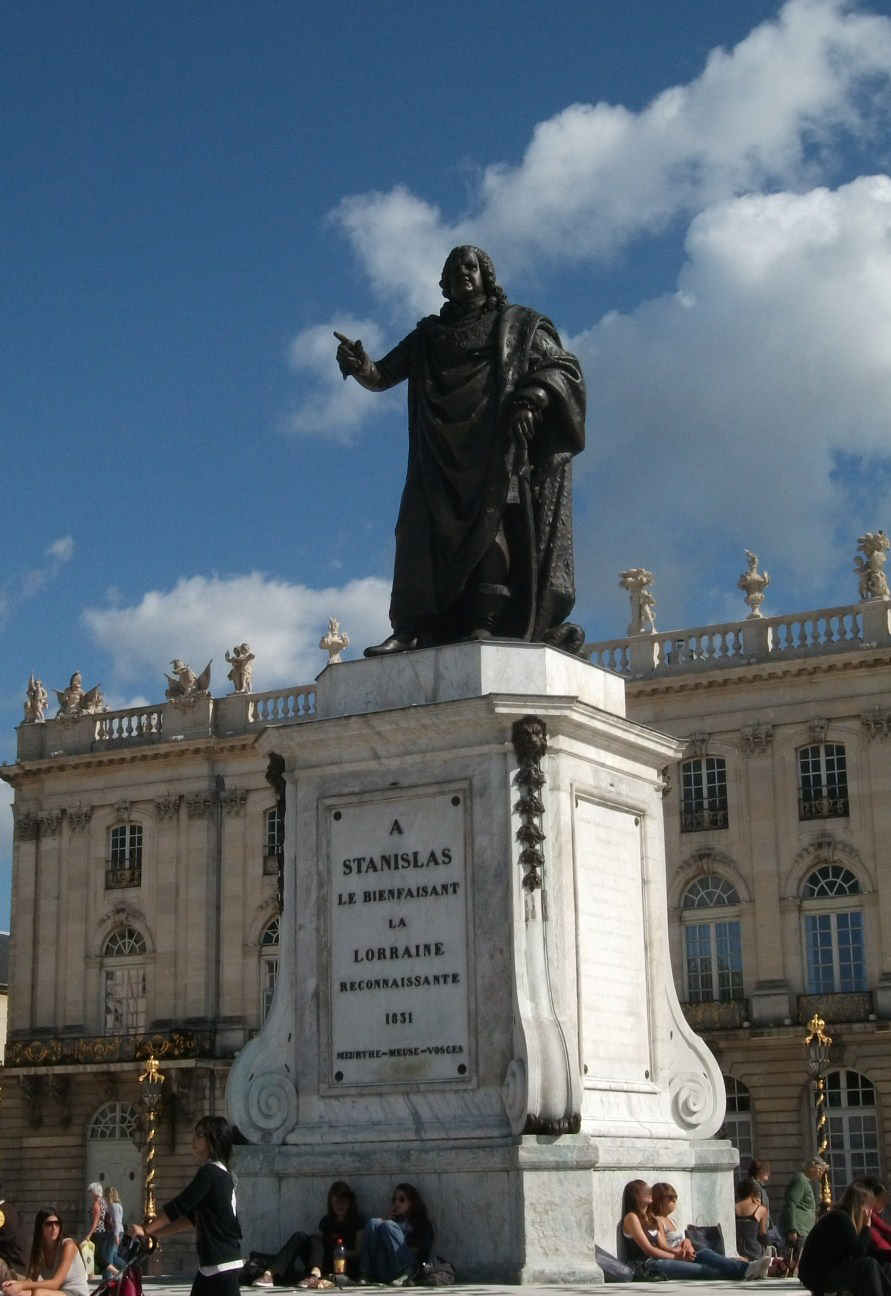
Pomnik króla Stanisława Leszczyńskiego
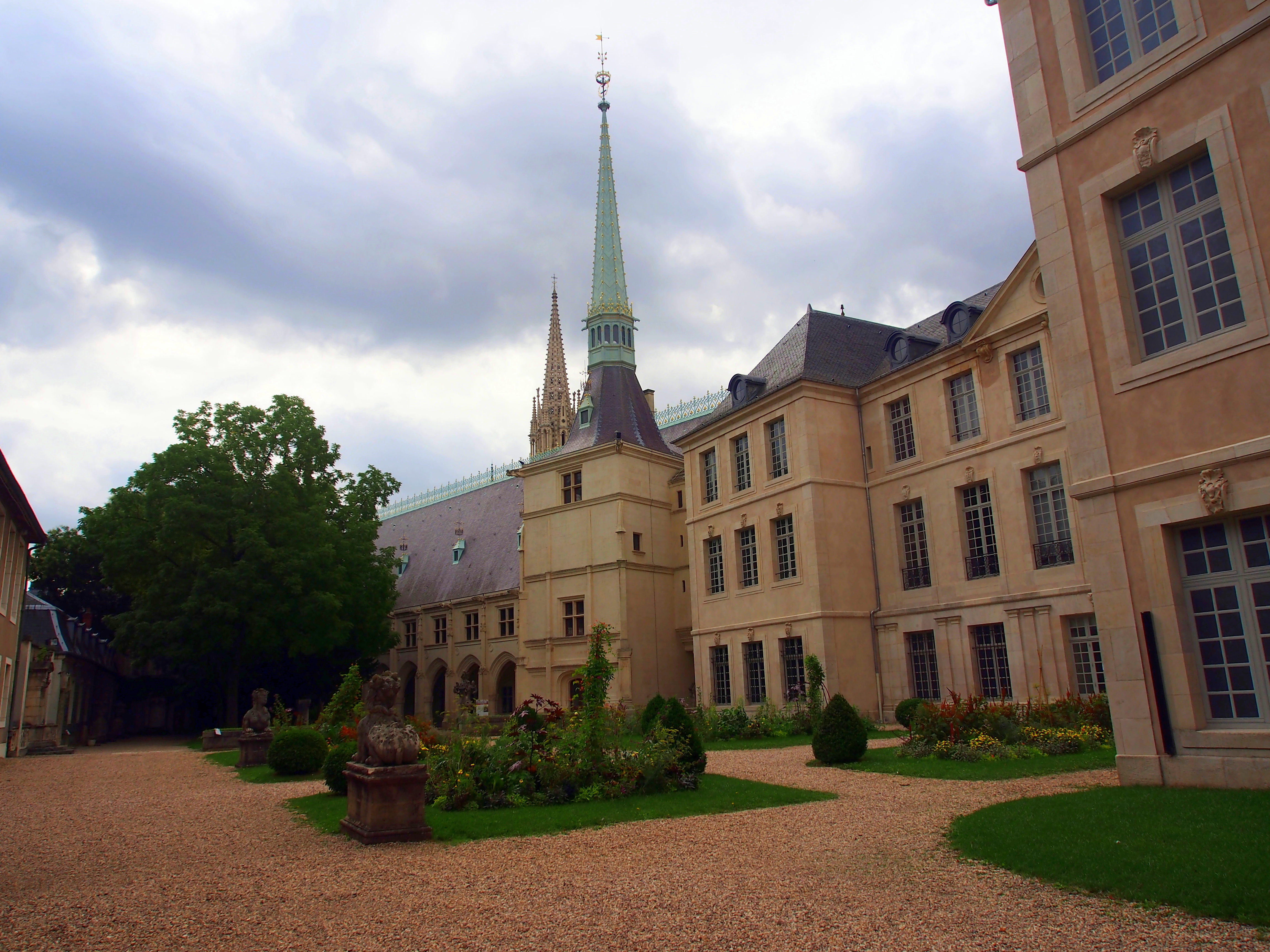
Pałac Książąt Lotaryngii

## Edukacja
- ICN Business School

## Sport
- AS Nancy – klub piłkarski

## Współpraca
Miejscowości partnerskie:
- Cincinnati, Stany Zjednoczone
- Kanazawa, Japonia
- Karlsruhe, Niemcy
- Kirjat Szemona, Izrael
- Liège, Belgia
- Lublin, Polska
- Mezőtúr, Węgry
- Newcastle upon Tyne, Wielka Brytania
- Padwa, Włochy